# Kotetsu (nave corazzata)
La Kotetsu (甲鉄?, Kōtetsu, letteralmente "ricoperta di ferro") fu la prima nave corazzata della Marina imperiale giapponese. Fu costruita in Francia nel 1863-1864, come CSS Stonewall per gli Stati Confederati d'America. Ceduta al governo giapponese nel 1869 ebbe un ruolo decisivo nella battaglia navale di Hakodate che segnò la fine della guerra Boshin e la completa instaurazione della restaurazione Meiji. Nel dicembre 1871 fu ribattezzata Azuma ( 東? "Est").
Era ben armata con un cannone Armstrong da 300 libbre a canna liscia in una casamatta a prua, e con due cannoni Armstrong a canna rigata da 70 libbre in affusti fissi a metà nave. Poiché la Confederazione aveva imposto un vincolo del pescaggio di soli 14 piedi (4,3 m), per poterlo utilizzare sul Mississippi, teneva male il mare, soffrendo di un dislocamento troppo grosso relativamente alle dimensioni del suo scafo.

## Costruzione
La Kotetsu fu costruita da L. Arman a Bordeaux in Francia nel 1863-1864 su ordinazione del governo Confederato con il nome di Sphinx ma, a seguito delle forti proteste del governo degli Stati Uniti alla Francia, le autorità francesi rifiutarono il permesso di consegnarla alla Confederazione. Il vascello venne quindi venduto, mediante un intermediario svedese alla Danimarca, impegnata allora nella seconda guerra dello Schleswig, e ribattezzato Stærkodder ("Lontra Possente"). La guerra terminò prima della consegna a Copenaghen del vascello (a causa anche di ritardi nella costruzione), e le autorità danesi lo rifiutarono; il costruttore allora lo rivendette segretamente alla Confederazione.

## Carriera confederata
Nel dicembre 1864 il capitano T.J. Page ne prese il comando, lo ribattezzò Stonewall e nel gennaio salpò da Copenaghen diretto verso la baia di Quiberon in Francia per rifornirsi. Per allontanare sospetti sui reali proprietari, il vascello in questo periodo era chiamato Staerkodder and Olinde. Allo Stonewall venne assegnato il non facile compito di disperdere il blocco navale dell'Unione al largo di Wilmington, Carolina del Nord, di intercettare il traffico commerciale tra la Pennsylvania ed i porti settentrionali, di attaccare le città costiere del New England e di distruggere la flotta di pesca dell'Unione nelle acque di Terranova.
Impossibilitato a rifornirsi completamente nelle acque francesi, fece rotta per Madera in Portogallo, ma incappò in una forte tempesta e dovette ripararsi a Ferrol in Spagna per rifornirsi di carbone ed essere riparato. Nel frattempo le due navi dell'Unione USS Niagara e USS Sacramento arrivarono a La Coruña, a una quindicina di chilometri di distanza. Il 24 marzo la Stonewall salpò da Ferrol, preparandosi alla battaglia, ma le navi dell'Unione temendo la sua potenza di fuoco non strinsero le distanze e la Stonewall poté dirigersi a Lisbona dove si rifornì di carbone per la traversata dell'Atlantico.
Raggiunse Nassau nelle Bahamas il 6 maggio e da qui si diresse a L'Avana dove Page apprese della fine della guerra. La Stonewall venne consegnata al Capitano Generale di Cuba in cambio del denaro necessario a pagare il suo equipaggio. Nel luglio 1865 le autorità cubane la cedettero volontariamente agli Stati Uniti che successivamente la vendettero al Giappone

## Carriera giapponese
Si suppone che sia stata consegnata al Bakufu nel 1868, allo scopo di rinforzare la modernizzazione in corso del suo esercito e della sua marina. Erano già stati pagati 30.000 $ e altri 10.000 furono pagati alla consegna. Comunque allo scoppio della guerra Boshin tra il Bakufu e le forze pro-imperatore le potenze occidentali assunsero una posizione neutrale, ritirando i propri consiglieri militari e sospendendo la consegna di materiale militare, inclusa quella del Kotetsu al Bakufu.
Il Kōtetsu venne infine consegnato al nuovo governo Meiji nel febbraio 1869 che la mise in servizio come ammiraglia del primo Squadrone Imperiale Navale e la inviò immediatamente verso l'isola settentrionale dell'Hokkaidō, per combattere i resti delle forze dello Shōgun che stavano tentando di formare un governo indipendente (repubblica di Ezo), con l'aiuto di consiglieri ex-militari francesi.
Il 25 marzo 1869, nella battaglia navale di Miyako, respinse con successo un tentativo di abbordaggio notturno da parte della nave ribelle Kaiten, essenzialmente grazie alla presenza di una mitragliatrice Gatling. Partecipò quindi all'invasione dell'Hokkaidō e a vari scontri navali della battaglia navale di Hakodate (4-10 maggio 1869)
Nel dicembre 1871 fu riarmata con un cannone Armstrong da 9 pollici (230 mm) ad avancarica a canna rigata ad e ribattezzata Azuma. Nel febbraio 1872 fu messa in riserva rimanendo in servizio fino al 1888 quando venne assegnata a servizi non di combattimento nel porto, abbandonata al degrado per i successivi venti anni.
In effetti il Giappone fu equipaggiato con avanzate navi da guerra corazzate solo dieci anni dopo il varo della prima corazzata oceanica della storia, la francese La Gloire ("Gloria", varata nel 1859).